# Torrini (azienda)
Torrini 1369 è un marchio di fabbrica che appartiene alla famiglia Torrini da oltre 20 generazioni. Operativamente ha un licenziatario ufficiale: il negozio storico di piazza Duomo a Firenze (Tifran Gioielli srl) che svolge attività di vendita al dettaglio e commercio elettronico.
Come traccia del passato viene segnalato il Museo, che pur avendo una struttura virtuale, è parte integrante dell’Archivio Storico Torrini 1369 e svolge attività espositiva itinerante in luoghi storici e prestigiosi.

## Storia
Torrini è titolare del suo marchio di fabbrica registrato nel 1369 presso la Corporazione dei Fabbri della Repubblica Fiorentina da Jacopus Turini della Scharperia o Scarperia, allora un avamposto della Repubblica situato a nord di Firenze. Da una ricerca, avvalorata dal Family Business Magazine del 2008, risulta che il casato orafo dei Torrini è tra le prime dieci imprese familiari più antiche del mondo e la prima di settore. Nell'Archivio di Stato di Firenze esistono tracce della registrazione che il membro del casato orafo fece con un signum (la leggenda dice un mezzo quadrifoglio con sperone).
Alcuni esemplari di queste opere, risalenti a membri del casato orafo dei Torrini, sono nei musei come quelle di Giovanni di Turino o Turini con la Madonna con Bambino all'Istituto d'Arte di Detroit e la Vergine con Bambino al Metropolitan Museum of Art di Washington oppure la ottocentesca parure di Giocondo Torrini al British Museum di Londra: un esempio di commesso fiorentino in pietra dura mentre un altro è esistente al RISD Museum di Providence negli Stati Uniti d'America.